# Ostry Wierch (Pieninen)
Der Ostry Wierch ist ein Berg in den polnischen Mittleren Pieninen, einem Gebirgszug der Pieninen, mit 851 m. ü.N.N. im Massiv Trzy Korony. Der Gipfel liegt ca. 400 Meter über dem Tal des Dunajec.

## Lage und Umgebung
Die Ostry Wierch liegt im Hauptkamm der Pieninen. Südlich des Gipfels liegt der Dunajec-Durchbruch, nördlich liegt das Tal der Krośnica. 

## Etymologie
Der polnische Name Ostry Wierch  kommt von der Form des Gipfels und lässt sich als Scharfer Gipfel übersetzen.

## Tourismus
Der Gipfel ist von allen umliegenden Ortschaften leicht auf markierten Wanderwegen erreichbar. 

### Routen zum Gipfel
Markierte Routen zum Gipfel führen von Szczawnica und Czorsztyn:
- ▬ der blau markierte Kammweg von Czorsztyn über die Czorsztyner Pieninen und den Bergpass Przełęcz Szopka sowie den Gipfel der Trzy Korony auf den Berg und weiter in die Pieninki und hinab zum Fluss Dunajec zur Überfahrt Nowy Przewóz nach Szczawnica.